# Tychius stephensi
Tychius stephensi är en skalbaggsart som beskrevs av Leonard Gyllenhaal 1836. Tychius stephensi ingår i släktet Tychius, och familjen vivlar. Arten är reproducerande i Sverige.

## Bildgalleri

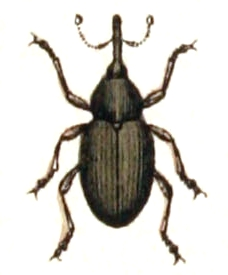